# Molibdato de amônio
Molibdato de amônio, também chamado mais apropriadamente de heptamolibdato de amônio e também paramolibdato de amônio é um sal inorgânico de fórmula química (NH4)6Mo7O24 · 4 H2O.

## Características
É um composto sólido, inodoro, de coloração transparente amarelada. Não é inflamável, mas, se exposto ao fogo pode formar vapores de amônia e óxidos de nitrogênio que são tóxicos para o ser humano.

## Síntese
O heptamolibdato de amônio é facilmente preparado dissolvendo-se o trióxido de molibdênio em um excesso de amônia aquosa e evaporando-se a solução à temperatura ambiente. Enquanto a solução evapora, o excesso de amônia escapa. Este método resulta na formação de prismas transparentes de seis lados do tetra-hidrato de heptamolibdato de amônio.
Soluções de paramolibdato de amônio reagem com ácidos para formar ácido molíbdico e um sal de amônio. O valor de pH de uma solução concentrada ficará entre 5 e 6.

## Estrutura

O sal contém o hexaânion heptamolibdato.

O composto foi primeiramente analisado cristalograficamente por Lindqvist, mas foi reanalisado. Todos os centros de Mo são octaédricos. Alguns ligantes de óxido são terminais, alguns são átomos em ponte entre dois centros de Mo e alguns são pontes entre três centros de Mo.

## Reações
Ao ser aquecido acima de 90°C, o sal tetrahidratado perde água, fundindo-se em sua água de hidratação. Acima de 190°C, o Heptamolibdato de amônio começa a sofrer decomposição térmica com liberação de MoO
3
, água e amônia gasosa:
(NH
4)
6[Mo
7O
24](s)  →  7MoO
3(s) + 6NH
3(g) + 3H
2O(g)
Ao reagir com excesso de amônia aquosa, o Heptamolibdato de amônio é convertido em ortomolibdato de amônio:
(NH
4)
6[Mo
7O
24] + 8NH
4OH  →  7(NH
4)
2MoO
4 + 4H
2O
Ao ser tratado com ácidos, ocorre precipitação de ácido molíbdico (trióxido de molibdênio hidratado):
(NH
4)
6[Mo
7O
24] + 6HCl + 4H
2O  →  7H
2MoO
4 (ou MoO
3•H
2O) + 6NH
4Cl''";
Na presença de agentes redutores como Sn2+
 ou alguns compostos orgânicos, o Heptamolibdato é reduzido e um produto com uma cor azul intensa (azul de molibdênio) é formado. Uma reação idealizada é:
10(NH
4)
6[Mo
7O
24] + 7Sn2+ + 46H+  →  7Mo
10O
29 + 7SnO
2 + 60NH+
4 + 23H
2O''";
Na presença de íons fosfato em meio fortemente ácido (especialmente na presença de ácido nítrico), o Heptamolibdato de amônio reage com a formação de um precipitado amarelo vivo do sal fosfomolibdato de amônio. Esta reação é muito sensível e é bastante empregada em testes analíticos para a detecção de fosfato.
12(NH
4)
6[Mo
7O
24]
(aq) + 7PO3–
4
(aq) + 51HNO
3
(aq) ---> 7(NH
4)
3[PMo
12O
40]
(s) + 51NH
4NO
3
(aq) + 36H
2O
(l)

## Propriedades Físico-Químicas
- Peso molecular 1.236
- Ponto de ebulição(°C)?
- Ponto de fusão(°C)?
- Densidade relativa do líquido (ou sólido) 1,4 A 20 °C

## Utilização
- Usado como pigmentos e lacas corantes;
- Empregado em tecidos como agente retardante de fogo;
- Matéria-prima para a preparação de outros compostos à base de molibdênio;
- Fertilizante agrícola;
- Para metalurgia do pó, o trióxido de molibdênio de alta pureza e outros produtos químicos de matérias-primas;
- Usado como catalisador para a indústria petroquímica, metalurgia, para o pó de molibdênio sistema, molibdênio, fio do molibdênio, boleto de molibdênio, o filme de molibdênio;
- Catalisador na produção de acrilonitrila;

- como reagente analítico para medir a quantidade de fosfato, silicato, arseniato e chumbo em solução aquosa (por exemplo, pigmentos, água do rio, água do mar, etc.)[3]

- na produção de metal e cerâmica de molibdênio, bem como preparação de catalisadores de desidrogenação e dessulfurização;

- na fixação de metais em galvanoplastia;
- como uma coloração negativa na microscopia eletrônica biológica, tipicamente na faixa de concentração de 3–5% (vol/vol) e na presença de trealose;[4] ou em concentração saturada para realizar coloração crionegativa;[5] or at saturated concentration to perform cryo-negative staining.[6][7]

- Para a detecção de drogas recreativas como um componente do reagente de Froehde